# Zeekanaal Brussel-Schelde
Het Zeekanaal Brussel-Schelde, ook wel Kanaal van Willebroek of Willebroekse Vaart is een kanaal in België dat Brussel verbindt met de Schelde. Het is de nieuwe naam voor het zeekanaal Brussel-Rupel, die sinds 1997 met de aanleg van een directe verbinding met de Schelde de oude verbinding vervangt.
Het kanaal van Willebroek kwam tot stand in het midden van de 16e eeuw. Het verbond de stad Brussel met Willebroek, waar het bij het gehucht Klein-Willebroek uitmondde in de Rupel. Het was de oudste waterweg in de westerse wereld waarop vaartuigen niveauverschillen konden overbruggen. 

## Geschiedenis
Omstreeks de helft van de vijftiende eeuw groeide bij de Brusselaars de wens om een eigen waterweg te creëren tussen hun stad en de Schelde, om zo bespaard te blijven van de tijdrovende tocht via de Zenne. De vele meanders van die rivier maakten de afstand tot de stad vier keer zo lang. Bovendien doorkruiste de rivier de Heerlijkheid Mechelen, waardoor de transporten van vis, zout en haver deze waren eerst in Mechelen ter markt moesten aanbieden alvorens ze verder mochten varen. Naar aanleiding van de Blijde Inkomst van Maria van Bourgondië als hertogin van Brabant in 1477 vroeg en kreeg de stad Brussel toelating om een kanaal te graven dat de Zenne ter hoogte van Vilvoorde zou verbinden met de Schelde, rechtstreeks of via de Rupel.
Het duurde nog een eeuw vooraleer dit plan uitgevoerd werd, niet alleen omdat de stad Mechelen juridisch protest aantekende, maar vooral omdat de kennis ontbrak om op een vaarweg hoogteverschillen te overbruggen terwijl het waterpeil stroomopwaarts op een constante hoogte bleef.
De werken vingen uiteindelijk aan in juni 1550, twee weken nadat landvoogdes Maria van Hongarije toestemming had gegeven om de graafwerken te beginnen. Het kanaal zou oorspronkelijk beginnen in de dorpskom van Willebroek, ter hoogte van de kerk. Jan van Locquenghien, aangesteld als een van de drie vertegenwoordigers van Brussel, leidde de plechtigheid en startte met een eerste spadesteek. De graafwerken verliepen vlot tot aan het gehucht de Verbrande Brug, net voor Vilvoorde. Het plan was om ter hoogte van Vilvoorde het kanaal te laten aansluiten op de Zenne, maar vanwege het verzet van de stad Vilvoorde vielen de delvingswerken eind 1554 stil.
Ondertussen waren de werkzaamheden aan de sluizen begonnen. Aanvankelijk waren er vier sluizen voorzien, een kopsluis in het dorp Willebroek, een sluis in Tisselt, een in Humbeek en de vierde in het gehucht Drie-Fonteinen ter hoogte van Vilvoorde. Technische documenten zoals bouwbestekken en facturen zijn niet bewaard gebleven. Als mogelijke bouwmeester werd Jan van Locquenghien genoemd, maar ook de gewezen burgemeester van Zierikzee, Simon Maertense, de Italiaan Georgio Rinaldi of de Antwerpse bouwondernemer Gilbert van Schoonbeke, maar dat waren allemaal veronderstellingen.
De twee eerste pogingen om een sluis te bouwen, een in Groot-Willebroek en een in Tisselt, liepen af met een fiasco. Toen op 21 januari 1554 de dijk tussen het nieuwe kanaal en de Rupel werd doorgestoken, begaf de sluis in Tisselt het met een dijkbreuk tot gevolg. Ook die werken vielen dus stil.
Pas einde 1555 werden de werkzaamheden hervat. De landvoogdes loste het probleem met Vilvoorde op door op 10 oktober 1555 de toelating te geven om het kanaal verder te graven tot in Brussel zelf. De sluizen werden gebouwd volgens een nieuw type: het sluislichaam met dikke gemetselde muren kon aan beide kanten afgesloten worden met dubbele puntdeuren. De bodem van het sluislichaam vormde een watertrap, waardoor de hoger gelegen vaarsegment aansloot op een lager gedeelte. Dit soort sluizen was volledig nieuw in die tijd. In de oude documenten van de schipvaart staat nergens de naam geschreven van de bouwmeester die de sluizen had ontworpen, maar op de affiche met de aankondiging van de inhuldiging van de vaart staat zijn wapen afgebeeld: Gijsbrecht van Bronckhorst, de zoon van Andries van Bronckhorst uit Den Briel.
Op 12 oktober 1561 werd het kanaal feestelijk ingehuldigd, de realisatie zou mogelijk 800 000 florijnen gekost hebben. Het kanaal stond toen bekend als Brusselse Schipvaart of als Willebroekse Vaart. Aangezien de dijken van de geul tussen de Rupel en de sluis in Groot-Willebroek het regelmatig begaven, werd tussen 1573 en 1574 een vijfde sluis aangelegd in het huidige Klein-Willebroek. De vaart was uiteindelijk 28,20 kilometer lang en steeg over die afstand 14 meter, waardoor ze een primeur werd in de westerse wereld.
Vanwege haar strategische ligging en haar rol als verbinding tussen Brussel en Antwerpen werd het kanaal meermaals een doelwit voor de strijdende partijen. In oktober 1576 staken Spaanse troepen het sashuis in brand. De monding in Klein-Willebroek werd toen voorzien van een versterkte omwalling, de Rupelschans. In 1579 kwam het in Klein-Willebroek weer tot een gewapend treffen tussen Staatse en Spaansgezinde troepen. Twee jaar eerder, in 1577 werd de brug over de vaart ten noorden van Vilvoorde in brand gestoken. Sindsdien is die plaats gekend als de Verbrande Brug.

## Economische rol
In het hart van Brussel werden al snel na de opening van het kanaal verschillende dokken aangelegd (o.a. Sint-Katelijnedok). Deze werden eind 19e eeuw gedempt maar kunnen vandaag nog herkend worden aan een aantal straatnamen (bijvoorbeeld Arduinkaai). De loop van het kanaal in Brussel werd verlegd om aansluiting te geven op het Kanaal Charleroi-Brussel dat in 1832 werd geopend. Hierdoor ontstond een directe verbinding tussen de haven van Antwerpen en het industriebekken rond Charleroi, en werd het ABC-Kanaal gevormd.

### Eerste modernisering tot zeekanaal
In 1896 werd de beheersmaatschappij Société du Canal et des Installations Maritimes de Bruxelles opgericht, in de volksmond gekend als de Maritime. Later kreeg deze de Nederlandstalige naam NV Zeekanaal en Haveninrichtingen van Brussel. De maatschappij ging het kanaal vanaf 1900 in verregaande mate moderniseren. In 1922 werd het gemoderniseerde kanaal in gebruik genomen, waarbij de monding in de Rupel bij Klein-Willebroek verlegd werd naar de nieuwe sluis van Wintam. De sluizen van Drie Fonteinen en Humbeek werden vervangen door de sluis van Kapelle-op-den-Bos.
Deze modernisering speelde een cruciale rol in de industrialisering van de kanaalzone. Vooral rond Vilvoorde vestigde zich een hele resem bedrijven, actief in de zware industrie:
- Drie cokesfabrieken
  - Forges de Clabecq (1918–1986)
  - Cokeries du Brabant (1927–1969/1974)
  - Cokeries de Marly (1930–1993)
- Maalderijen
  - Molens Drie Fonteinen
  - Ceres
- Eternit
- Chemische nijverheid, zoals Duché

### Tweede modernisering
In 1965 werd een nieuwe modernisering opgestart waarbij het kanaal uitgediept en verbreed werd tot 55 m (25 m voor de sluizen). In Tisselt en Kapelle-op-den-Bos moest daarvoor een gedeelte van de dorpskom verdwijnen. Door de grote nieuwe sluizen (205 m x 25 m) op grondgebied Zemst (geopend in 1975) en bij Wintam (geopend in 1997) werd het aantal sluizen teruggebracht tot twee, en ontstond een rechtstreekse verbinding met de Schelde. De haven van Brussel is nu bereikbaar voor zeeschepen tot 4500 ton en binnenschepen (duwvaartkonvooien) tot 9000 Ton. In Willebroek, bij het insteekdok van Vilvoorde en in de haven van Brussel werden in het recente verleden containerterminals gebouwd om het gecombineerd weg-water transport te bevorderen.
Het kanaal is van kapitaal belang voor de bevoorrading van Brussel in aardolie, die zowat 30% van alle verkeer uitmaakt. In 1974 kende het transport voorlopig een hoogtepunt met 14,4 miljoen ton. Na een terugval is er nu opnieuw een toename merkbaar. Met 7,7 miljoen ton via het kanaal verscheepte goederen is de haven van Brussel de tweede binnenhaven van het land.
Door de regionalisering is het beheer van het kanaal ondertussen niet langer in handen van de NV Zeekanaal maar voor het Brusselse gedeelte overgegaan naar de Haven van Brussel en voor het Vlaamse gedeelte naar het agentschap Waterwegen en Zeekanaal.

## Waterhuishouding
Het Zeekanaal Brussel-Schelde vervult niet alleen een economische rol. Het is door overstorten van de Zenne naar het kanaal stroomopwaarts van Brussel en omgekeerd door overstorten van het kanaal naar de Zenne in Vilvoorde (stroomafwaarts van Brussel) ook van groot belang voor de waterhuishouding in de Zennevallei. Het kanaal heeft een soort bufferfunctie zodat de vallei van de Zenne, en de stad Brussel in het bijzonder, gespaard blijft van overstromingen.

## Wetenswaardigheden
- Over het Zeekanaal Brussel-Schelde ligt in het centrum van de gemeente Willebroek de stalen Vredesbrug, in de volksmond bekend als Brug der Zuchten. Deze brug werd in 1990 bezongen door Wannes Van de Velde en 1992 geklasseerd als industrieel erfgoed.
- De omgeving van de Verbrande Brug figureerde in 1975 in de film Verbrande Brug van de Antwerpse cineast Guido Henderickx, met Jan Decleir in de hoofdrol. Ook elders langs het kanaal werden filmopnamen gemaakt. Zo figureerde de zeesluis van Wintam als decor in de film Iedereen beroemd! van Dominique Deruddere.
- De eerste Belgische vlag (buiten Brussel) in de periode van de Belgische Revolutie werd neergeplant aan de oude monding van het kanaal, in Klein-Willebroek, op 20 oktober 1830 door majoor Fleury-Duray, aanvoerder van de Burgerwacht te Brussel. Een vlag ter herdenking van dit feit bevindt zich in het gemeentehuis van de gemeente Boom, aan de overzijde van de Rupel.
- Toen de zeesluis van Zemst gegraven werd in 1971 werden heel wat skeletten van prehistorische dieren gevonden. De vondsten werden gevonden op ongeveer zeeniveau (15 m diep). Het ging o.a. om wervels, slagtanden, ribben en schedelstukken van de wolharige mammoet, en scheenbenen van de wolharige neushoorn.[1]